# Parafia Matki Bożej Królowej Męczenników Polskich w Przysieku
Parafia Matki Bożej Królowej Męczenników Polskich w Przysieku – parafia rzymskokatolicka, znajdująca się w diecezji toruńskiej, w dekanacie Toruń II, erygowana 1 października 2008 roku. Obszar parafii obejmuje wsie Przysiek, Błotka oraz fragmenty wsi Rozgarty i Stary Toruń. W parafii posługują księża michalici (Zgromadzenie Świętego Michała Archanioła – CSMA). Do parafii należy kościół poświęcony w 2020 roku.